# Chiesa della Resurrezione in Sokol'niki
La chiesa della Resurrezione in Sokol'niki (in russo Храм Воскресения Христова в Сокольниках?) è una chiesa di Mosca. È nota anche con l'appellativo di "Kedrovskaja" (in russo Кедровская церковь?), dal nome del promotore della costruzione, il religioso Ioann Kedrov. Si trova presso il quartiere Sokol'niki, facente parte del distretto orientale della capitale russa.

## Storia e descrizione
La chiesa fu costruita tra il 1909 ed il 1913, secondo un progetto dell'architetto P.A. Tolstoj. La struttura a forma di croce è sormontata da nove cupole, di cui quella centrale è dorata. Nel corso dei decenni l'edificio ha subito numerosi cambiamenti, tra cui il colore della facciata. Mentre l'altare maggiore è consacrato alla Resurrezione di Gesù, le cappelle laterali sono dedicate all'icona della Madre di Dio "Gioia di tutti gli afflitti" e agli apostoli Pietro e Paolo di Tarso. Il basamento è invece dedicato alla festività del Natale.
Durante tutto il periodo sovietico la chiesa della Resurrezione in Sokol'niki rimase aperta, a differenza di moltissimi altri edifici di culto ortodosso del paese. Dopo la distruzione della cattedrale di Cristo Salvatore, la chiesa acquisì notevole rilevanza per il clero moscovita. Molte delle reliquie ospitate da chiese chiuse o distrutte trovarono posto in quest'edificio. Tra loro c'erano anche alcune importanti icone mariane, come l'icona della Panagia Portaitissa. Nel febbraio 1945, presso la chiesa della Resurrezione, si svolse il consiglio locale che elesse Alessio I come nuovo patriarca di Mosca. Nel 1948, in occasione delle celebrazioni per il cinquecentesimo anniversario dell'autocefalia della Chiesa ortodossa russa, l'edificio fu una delle sedi più importanti dell'evento.

## Galleria d'immagini

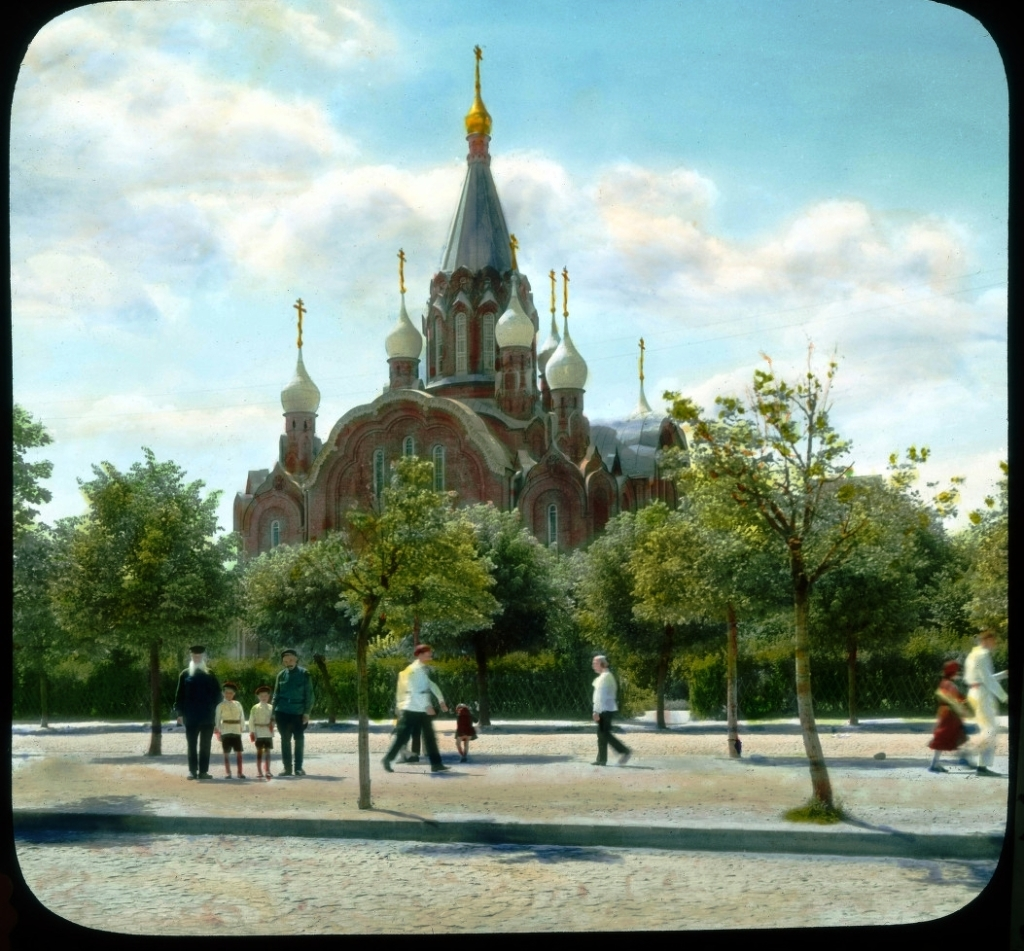
Chiesa della Resurrezione nel 1931

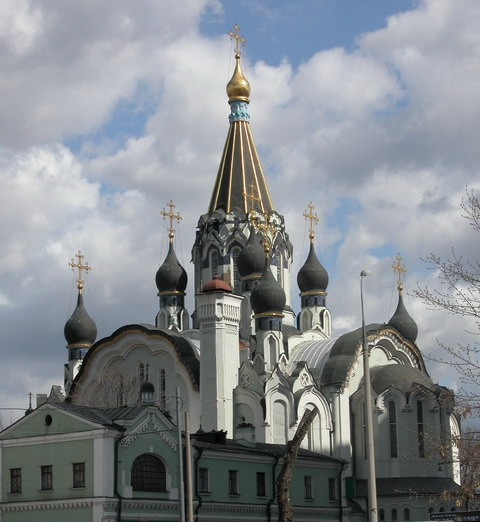
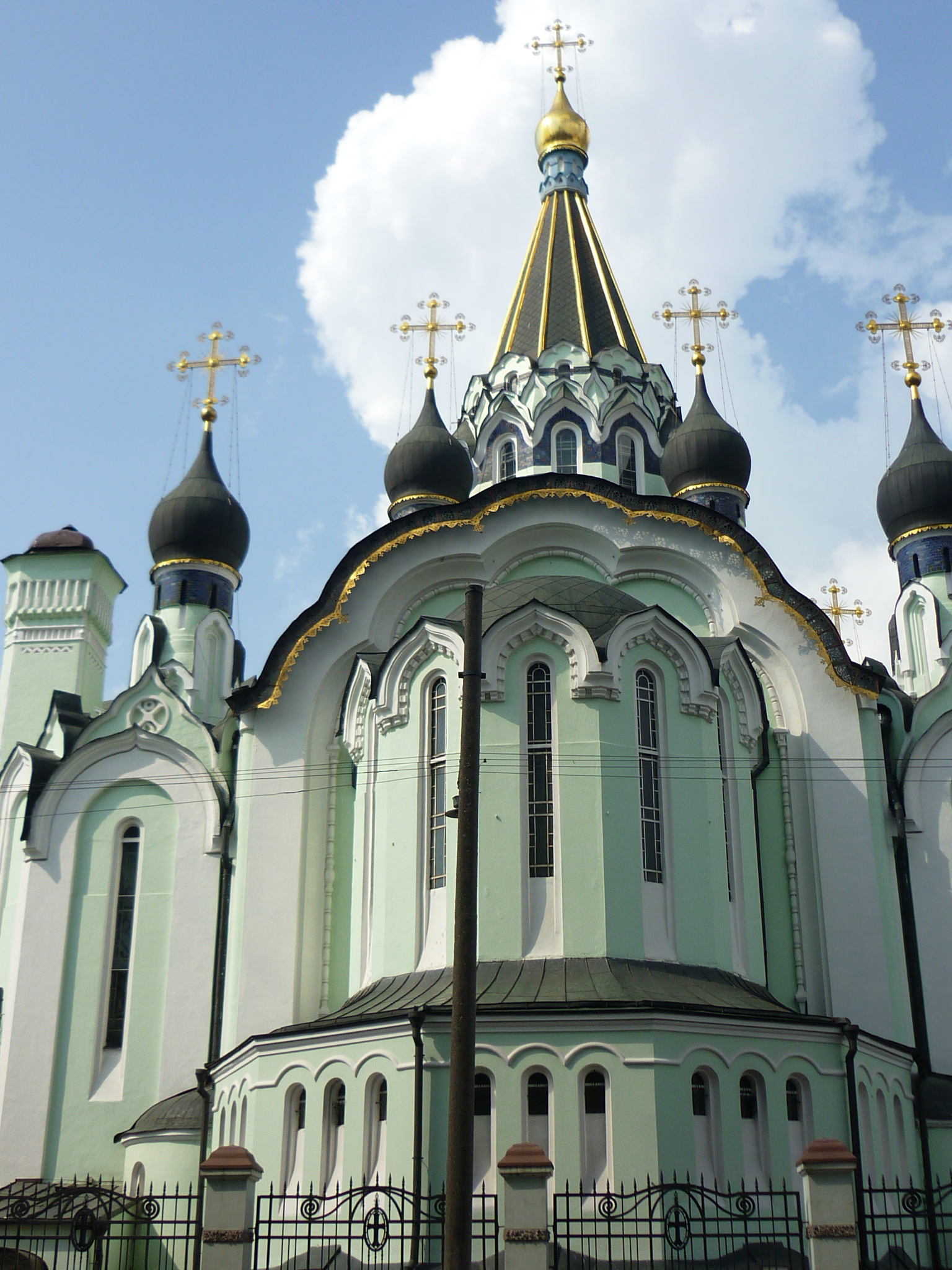
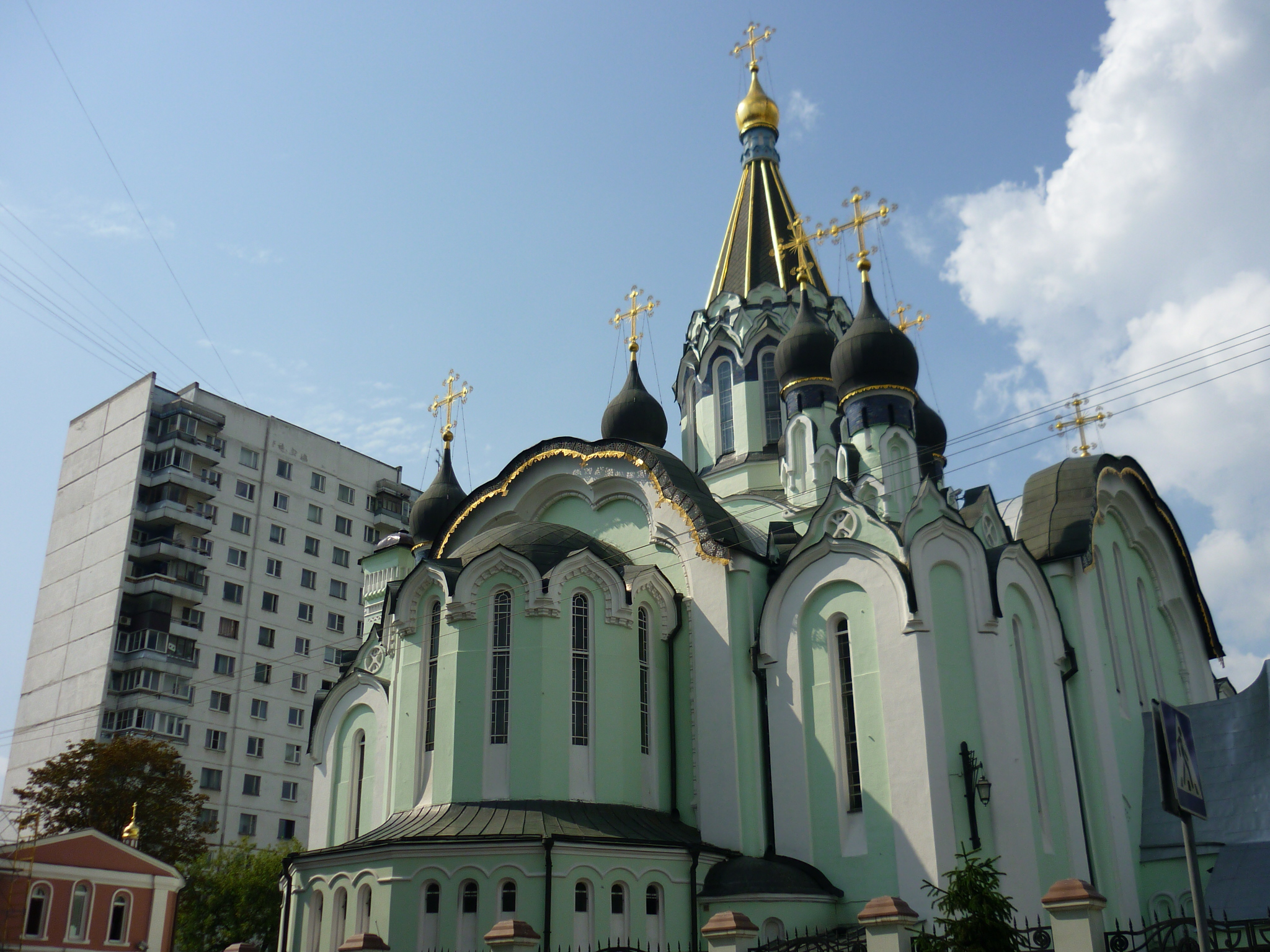
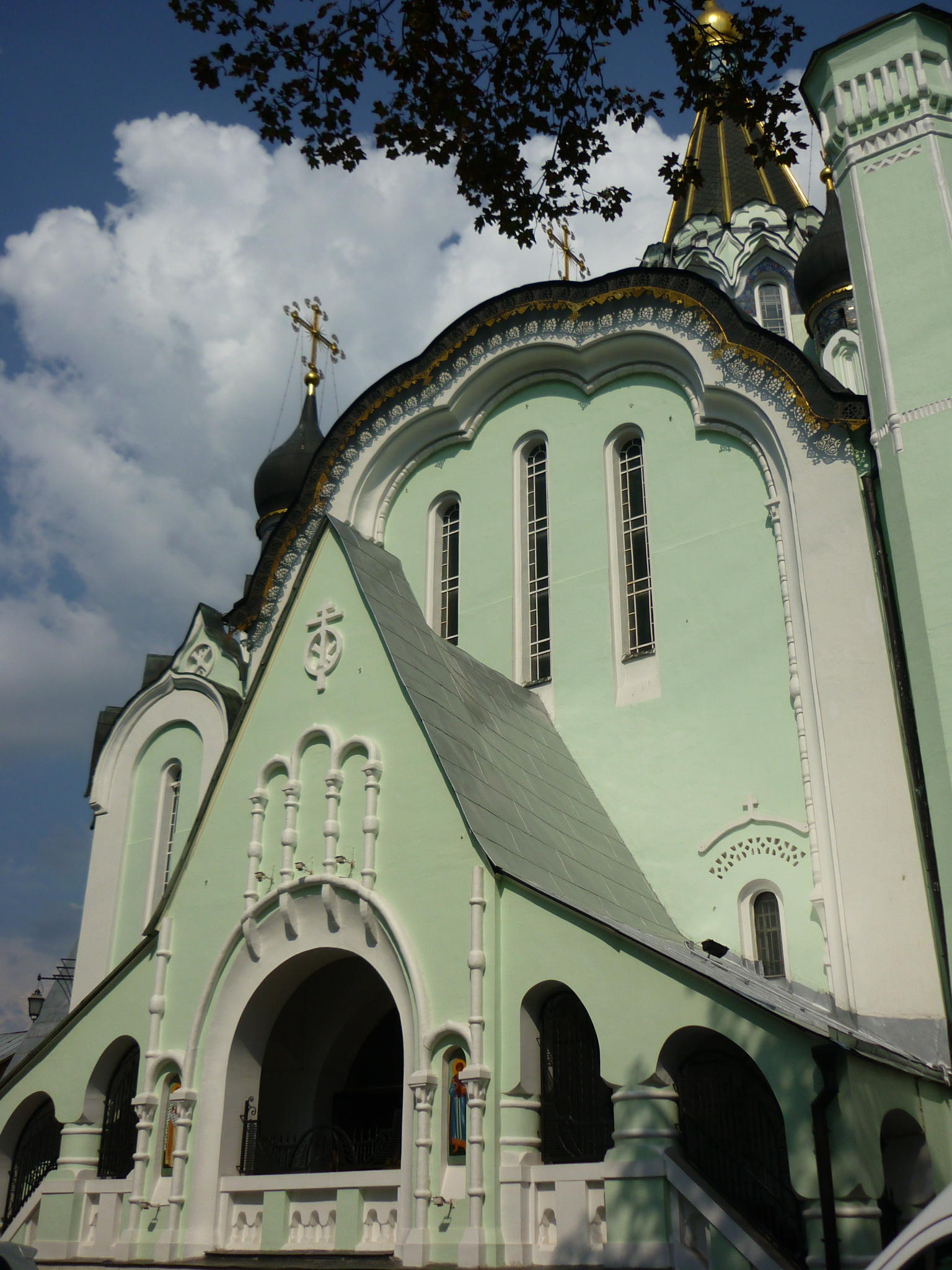
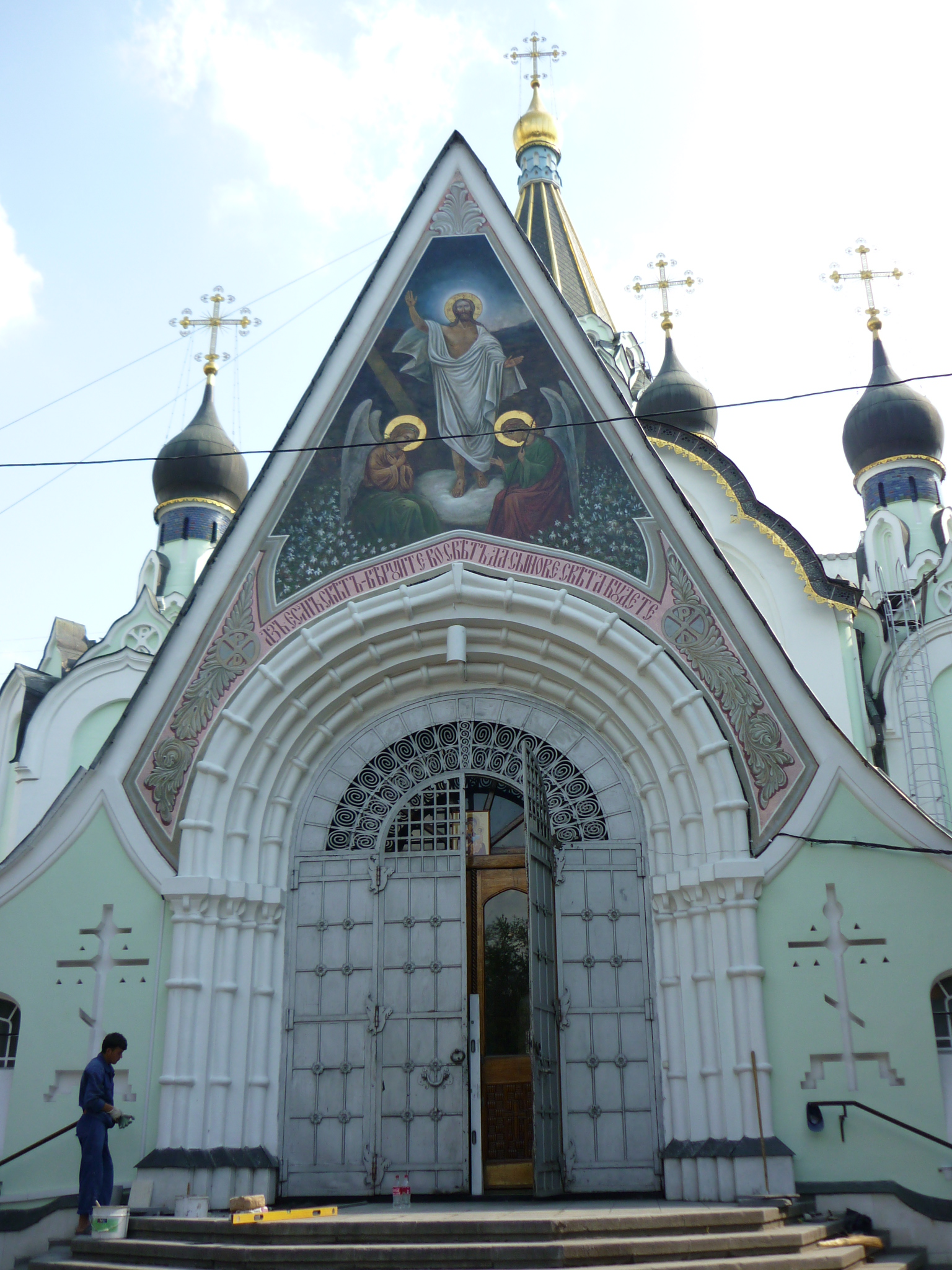
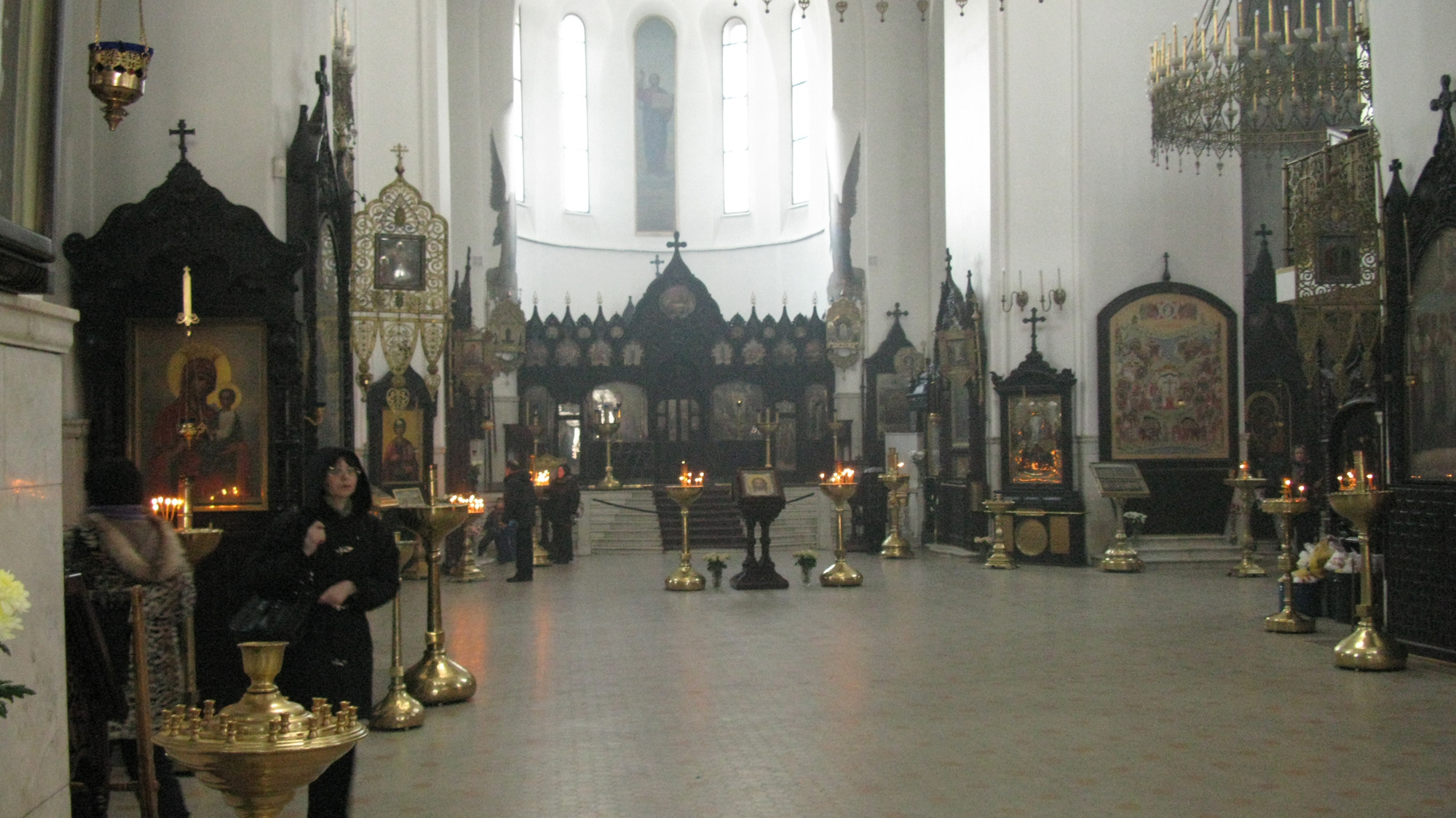